# Alejandro Lembo
Daniel Alejandro Lembo (Montevideo, 15 februari 1978) is een profvoetballer uit Uruguay, die sinds 2011 onder contract staat bij de Argentijnse club CA Belgrano. Hij speelt als verdediger en was eerder onder meer actief in Uruguay, Spanje en Griekenland. Lembo won in 2005 de Copa del Rey met Betis Sevilla.

## Interlandcarrière
Lembo kwam in totaal 39 keer uit voor het Uruguayaans voetbalelftal, en maakte twee doelpunten voor zijn vaderland. Hij maakte zijn debuut op 17 juni 1999 in de vriendschappelijke uitwedstrijd tegen Paraguay (2-3), net als doelman Fabián Carini (Danubio FC), Leonel Pilipauskas (CA Bella Vista), Diego Alonso, Federico Bergara (beiden Club Nacional de Fútbol) en Gabriel Álvez (Club Nacional de Fútbol).
Lembo nam in datzelfde jaar deel aan de strijd om de Copa América in Paraguay, waar hij de openingstreffer maakte in de halve finale tegen Chili (1-1). Uruguay won dat duel uiteindelijk na strafschoppen: 5-3. Ook nam hij deel aan het WK voetbal 2002 in Japan en Zuid-Korea, waar de Celeste in de groepsfase werd uitgeschakeld.
| Interlanddoelpunten | Interlanddoelpunten | Interlanddoelpunten | Interlanddoelpunten | Interlanddoelpunten | Interlanddoelpunten | Interlanddoelpunten | Interlanddoelpunten |
| #                   | Datum               | Locatie             | Wedstrijd           | Goal(s)             | Score               | Uitslag             | Wedstrijd           |
| ------------------- | ------------------- | ------------------- | ------------------- | ------------------- | ------------------- | ------------------- | ------------------- |
| 1                   | 13/07/1999          | Asunción            | Uruguay – Chili     | 23'                 | 1 – 0               | 1 – 1               | Copa América        |
| 2                   | 28/03/2003          | Tokio               | Japan – Uruguay     | 25'                 | 1 – 2               | 1 – 2               | Oefeninterland      |

## Erelijst
Nacional
- Uruguayaans landskampioen

2000, 2001, 2002, 2011
 Real Betis
- Copa del Rey

2005